# Hipótese alternativa

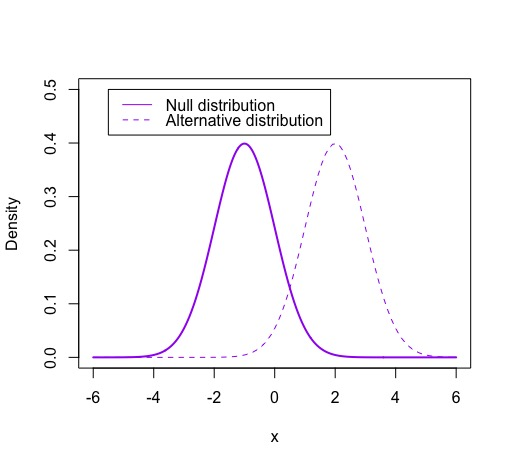
Distribuição nula e alternativa

Em um teste de hipóteses estatísticas, a hipótese alternativa (ou hipótese de pesquisa) e a hipótese nula são as duas hipóteses rivais comparadas entre si.

## Exemplo
Um exemplo pode ser: se a qualidade das águas de um rio que vem sendo observado por muitos anos é boa ou não; e um teste é feito a partir da hipótese nula de que não houve mudanças na qualidade entre a primeira e a segunda metade dos dados; contra a hipótese alternativa de que a qualidade mudou.

## História
O conceito de uma hipótese alternativa em testes foi criado por Jerzy Neyman e Egon Pearson; e foi utilizado no lema de Neyman–Pearson. Ele forma um grande componente no teste de hipóteses estatísticas moderno. Contudo, ele não foi parte da formulação estatística de Ronald Fisher; e o mesmo se opôs a seu uso. No método de teste de Fisher, a ideia central era assertar se os dados observados poderiam ser resultados aleatórios caso as hipóteses nulas fossem consideradas fixas, sem nenhuma concepção sobre que outro modelo fosse utilizável. Testes modernos sobre hipóteses estatísticas incluem esse tipo de teste, já que a hipótese alternativa pode simplesmente ser a negação da hipótese nula.

## Tipos de Hipóteses Alternativas
No caso de um parâmetro escalar, existem quatro principais tipos de hipóteses alternativas:
- Pontual: Hipóteses alternativas pontuais ocorrem quando o teste de hipótese é limitado, de forma que a distribuição populacional aplicada na hipótese alternativa é uma distribuição completamente definida, sem qualquer parâmetro indefinido; tais hipóteses geralmente não possuem interesses práticos, mas são de extrema importância para considerações teóricas sobre inferências estatísticas e são a base do Lema de Neyman-Pearson.
- Unicaudal direcionada: Uma hipótese alternativa unicaudal abrange a região de rejeição de apenas uma cauda da distribuição amostral.
- Bicaudal direcionada: Uma hipótese alternativa bicaudal abrange a região de rejeição de ambas as caudas da distribuição amostral.
- Não direcionada: Uma hipótese alternativa não direcionada não se preocupa com a área de rejeição, mas sim se a hipótese nula é falsa.